# Lajos Tichy

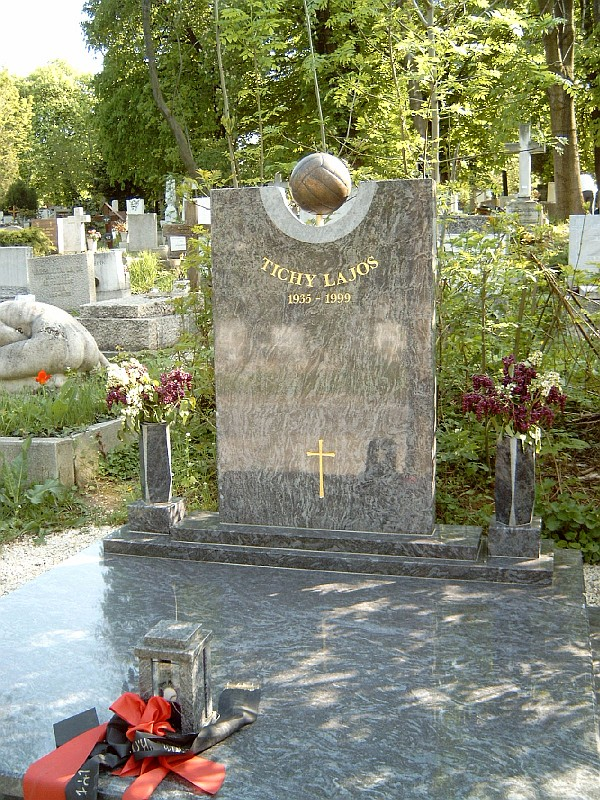
Túmulo de Tichy.

Lajos Tichy (Budapeste, 21 de março de 1935 — Budapeste, 6 de janeiro de 1999) foi um futebolista húngaro que atuava como atacante.

## Carreira

### Honvéd
Tichy passou toda a carreira em um único clube, o Honvéd. Debutou no time do exército, já o mais poderoso do país, em 1953 e conviveu com estrelas da mágica seleção húngara que fora medalha de ouro no ano anterior nas Olimpíadas de 1952 e que, no ano seguinte, seria vice-campeã da Copa do Mundo de 1954. Elas eram Gyula Grosics, József Bozsik, László Budai e, principalmente, Sándor Kocsis, Zoltán Czibor e Ferenc Puskás.
Tichy conquistaria o Campeonato Húngaro nos dois primeiros anos de Honvéd; porém, em razão da disputa desigual, só ganharia seu espaço após a crise de 1956. O time estava fora do país quando a Revolução Húngara de 1956 foi reprimida pelo Pacto de Varsóvia. Como resultado, os jogadores exilaram-se e, após muita negociação, o trio de ferro Puskás, Czibor e Kocsis resolveram permanecer fora enquanto o restante voltou para casa. Tichy, naquele momento, já era jogador de seleção: fez em 1955 sua estreia pela Hungria. O clube, porém, sofreria uma carência de títulos: Tichy só levantaria como titular a Copa da Hungria de 1964.
Após dezoito anos de Honvéd, Tichy aposentou-se no clube em 1971, no mesmo ano assumindo como técnico das divisões inferiores do clube. De 1976 a 1982 e de 1982 a 1989, foi técnico da equipe principal, ajudando o clube a reconquistar títulos: com Tichy como técnico, o Honvéd venceu os campeonatos de 1980, 1985, 1986, 1988 e 1989, além das copas de 1985 e 1989. A outra única equipe em que Tichy se ligou foi o Al-Shabab, dos Emirados Árabes, treinado por ele entre 1982 e 1984.

## Seleção Húngara
Quando veio a Copa do Mundo de 1958, Tichy já era um dos principais jogadores do país, com apenas 23 anos. Acabou sendo o único destaque da decadente Hungria naquele mundial, marcando quatro vezes com seus característicos chutes violentos: uma na derrota por 1 x 2 para a anifitriã Suécia, dois nos 4 x 0 sobre o México e um na derrota de 1 x 2 no play-off contra o País de Gales. A derrota para os galeses, de virada, acabou eliminando precocemente os húngaros na primeira fase.
No início da década de 1960, ele recebeu a boa companhia de outros jovens no ataque, Flórián Albert e János Göröcs, que classificaram a Hungria sem sustos para a Copa do Mundo de 1962, após a não-classificação para a fase final da Eurocopa 1960, a primeira realizada.
No Chile, Tichy marcou mais três vezes: em outro de seus chutes violentos, fez o primeiro gol na vitória magiar por 2 x 1 sobre a celebrada Inglaterra de Bobby Moore, Jimmy Greaves, Johnny Haynes e Bobby Charlton, na estreia. Outros dois gols vieram no jogo seguinte, um 6 x 1 sobre a Bulgária. Já classificada, a Hungria entrou sem muita vontade  na última partida contra a Argentina e empatou sem gols.
A Hungria voltava a recuperar o prestígio perdido quando foi eliminada nas quartas-de-final, para a futura vice-campeã Tchecoslováquia. Mesmo jogando melhor e criando boas oportunidades, os húngaros perderam por 0 x 1, com alguma polêmica: o árbitro soviético Nikolay Latichev anulou um gol aparentemente válido de Tichy, em que a bola bateu no travessão e deu a impressão de ter caído dentro do gol. Posteriormente, o juiz ainda marcaria um impedimento inexistente de Tichy.
Tichy foi ainda convocado para a Copa do Mundo de 1966. Porém, já aos 31 anos e vivenciando a decadência do Honvéd, ficou na reserva. O trio de ataque húngaro nos quatro jogos realizados pelo país, que novamente caiu nas quartas-de-final, foi formado por Albert, Ferenc Bene e János Farkas. Tichy continuou a jogar esporadicamente pela Hungria até 1971. Os magiares, porém, não se classificaram para as fases finais da Eurocopa 1968 e para a Copa do Mundo de 1970.

## Títulos
- Campeonato Húngaro: 1954, 1955 (como jogador), 1980, 1985, 1986, 1988, 1989 (como treinador)
- Copa da Hungria: 1964 (como jogador), 1985, 1989 (como treinador)